# Clemensia plumbeifusca
Clemensia plumbeifusca är en fjärilsart som beskrevs av George Francis Hampson. Clemensia plumbeifusca ingår i släktet Clemensia och familjen björnspinnare. Inga underarter finns listade i Catalogue of Life.